# تبدیل آفین

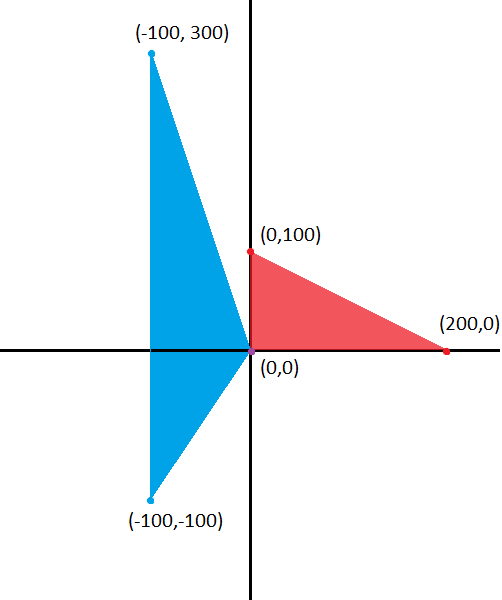
یک تبدیل همگر روی صفحهٔ حقیقی (ℝ^{2}). در این شکل مثلث قرمز با استفاده از تبدیل زیر که یک تبدیل همگر است به مثلث آبی‌رنگ تبدیل شده است:

یک تبدیل همگر یا  تبدیل آفین (به انگلیسی: affine transformation)، یا آفینیتی در هندسه اقلیدسی، یک تبدیل هندسی است که خطوط و موازی بودن را حفظ می کند (ولی حفظ فاصله‌ها و زاویه‌ها در آن الزامی نیست). واژه آفین از کلمه لاتین affinis یعنی «متصل به» گرفته شده است.
تبدیل آفین نوعی تبدیل ریاضی است که هم‌خطی‌بودن و نسبت فاصله‌ها در آن حفظ می‌شود. بدین ترتیب در نتیجهٔ یک تبدیل همگر، تمامی نقاط روی یک خط در ورودی، در خروجی نیز روی یک خط خواهند ماند. با این وجود در تبدیل‌های همگر طول و زاویهٔ بین خط‌ها لزوماً حفظ نمی‌شود.
انتقال، تجانس، تشابه و چرخش نمونه‌هایی از تبدیل‌های همگر هستند. همچنین هر تبدیل خطی یک تبدیل همگر است، با این وجود هر تبدیل همگری خطی نیست.
مثلث‌ها اِفایْن یکدیگر هستند، به این معنی که هر مثلثی را می‌توان با استفاده از یک تبدیل آفین به هر مثلث دیگری تبدیل کرد.